# Harry Garretsen

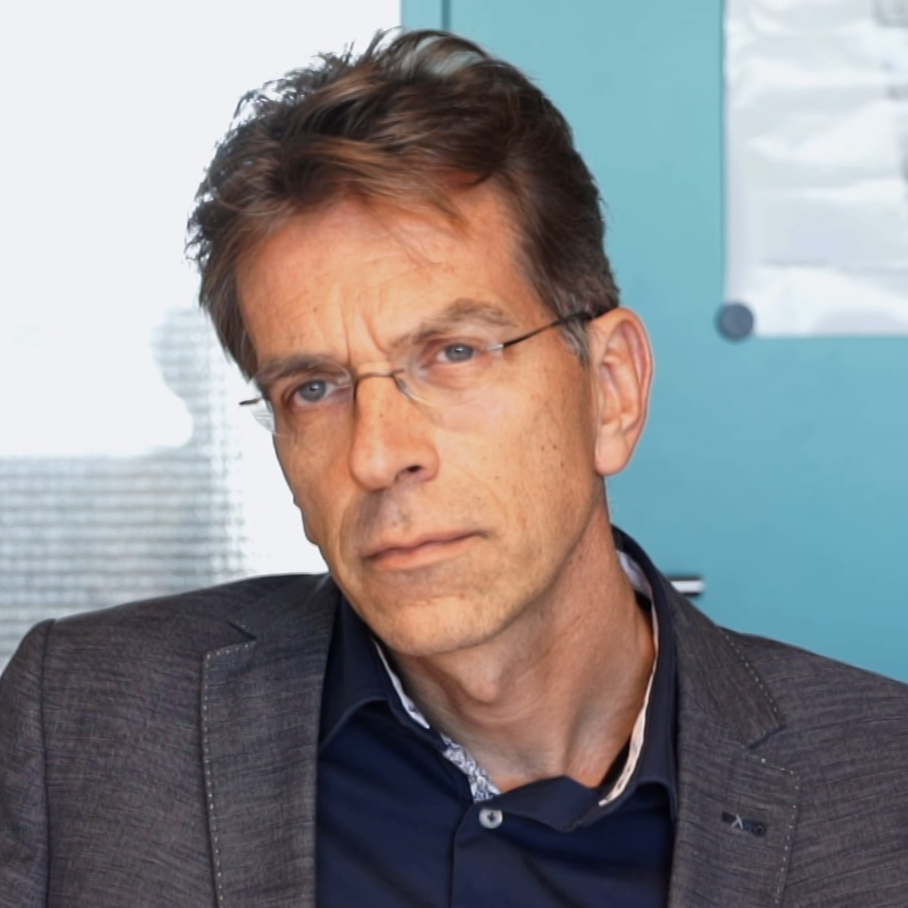
Harry Garretsen

Jan Hendrik (Harry) Garretsen (Deventer, 21 november 1962) is een Nederlandse econoom en wetenschapper. Garretsen is thans als hoogleraar International Economics & Business verbonden aan de Rijksuniversiteit Groningen.

## Biografie
Garretsen studeerde in 1987 cum laude af in de algemene economie aan de Rijksuniversiteit Groningen (RUG). Vier jaar later promoveerde hij aan diezelfde universiteit op een proefschrift over John Maynard Keynes en de moderne macro-economie. Daarna werkte hij bij De Nederlandsche Bank en was hij hoogleraar economie aan de Radboud Universiteit in Nijmegen en de Universiteit Utrecht.
Op 1 september 2008 kwam hij terug naar de Rijksuniversiteit Groningen en bekleedt daar sindsdien de leerstoel International Economics & Business om onderzoek te verrichten op het gebied van de internationale economie en geografie en meer recent op het raakvlak tussen leiderschap, economie & management. Van 2011 tot 2016 was hij decaan van de Faculteit Economie en Bedrijfskunde in Groningen. Sinds 2015 is hij aan dezelfde faculteit directeur van het expertisecentrum In the LEAD, waar met inzichten van zowel economen als psychologen en managementwetenschappers naar de effectiviteit van leiderschap wordt gekeken. In 2018 verscheen het boek ‘Goede leiders zweven niet’, dat hij schreef met collega en mede-directeur van In the LEAD Janka Stoker.
Naast een uiteenlopende academische carrière, zoals onder andere blijkt uit zijn nevenaanstelling als fellow aan de Universiteit van Cambridge en als research fellow bij het CESifo institute in München, zijn vele nationale en internationale publicaties en eerdere hoogleraarsbenoemingen, heeft hij zich ook altijd actief bezig gehouden met economisch beleid en beleidsadvisering. Zo was hij van 2004-2014 plv. Kroonlid bij de Sociaal-Economische Raad (SER) en jarenlang lid van de Raad van Advies en eveneens academic partner van het Centraal Planbureau (CPB). Zijn eigen managementervaring deed hij onder meer op als decaan en als lid van de Raad van Commissarissen van het Waarborgfonds Sociale Woningbouw (WSW). Thans is hij lid van de Bankraad, het adviesorgaan van de directie van De Nederlandsche Bank en per februari 2019 is hij benoemd als lid van het domeinbestuur Sociale en Gedragswetenschappen van NWO.
Zijn onderzoeksterrein is van oudsher de internationale monetaire en handelseconomie en de link tussen economie en geografie. Sinds enkele jaren bevindt zijn onderzoek zich met name op het terrein van de effectiviteit van leiderschap. Garretsen wordt in binnen- en buitenland regelmatig als expert of opdrachtonderzoeker gevraagd, zo was hij actief voor het Ministerie van Economische Zaken, het Ministerie van Financiën, de Bundesbank, de EU en de Wereldbank. Via de RUG en de Universiteit van Cambridge heeft hij ook ruime ervaring met executive onderwijs, en hij mengt zich regelmatig in het publieke debat over economische en leiderschapsaangelegenheden in diverse media, onder andere via het discussieforum Me Judice waar hij een van de redacteuren is.
Op 26 april 2022 werd hij benoemd tot Officier in de Orde van Oranje-Nassau.

## Artikelen in 2018
- Stoker, J. I., Garretsen, H., & Soudis, D. (2018). Tightening the leash after a threat: A multi-level event study on leadership behavior following the financial crisis. The Leadership Quarterly, xx-xx. DOI: 10.1016/j.leaqua.2018.08.004
- Dieteren, J., Groenewegen, J., Hardeman, S., Garretsen, H., de Haan, L., & Stoker, J. I. (2018). Managementkwaliteit in Nederland gemeten. Economisch Statistische Berichten, 2018(september), 414-417.
- Garretsen, H., Stoker, J. I., Soudis, D., Martin, R., & Rentfrow, J. (2018). The relevance of personality traits for urban economic growth: making space for psychological factors. Journal of Economic Geography. DOI: 10.1093/jeg/lby025
- Laméris, M. D., Jong A Pin, R., & Garretsen, H. (2018). On the measurement of voter ideology. European Journal of Political Economy. DOI: 10.1016/j.ejpoleco.2018.03.003
- Bosker, M., Garretsen,H., Marlet, G., & van Woerkens, C. (2018). Nether Lands: Evidence on the Price and Perception of Rare Natural Disasters. Journal of the European Economic Association. DOI: 10.1093/jeea/jvy002
- Brakman, S., Garretsen, H., & Kohl, T. (2018). Consequences of Brexit and options for a ‘Global Britain’. Papers in Regional Science, 97(1), 55-72. [3]. DOI: 10.1111/pirs.12343
- Garretsen, H., Stoker, J. I., Soudis, D., Martin, R., & Rentfrow, P. J. (2018). Brexit and the relevance of regional personality traits: more psychological Openness could have swung the regional vote. Cambridge Journal of Regions, Economy and Society, 11(1), 165–175. DOI: 10.1093/cjres/rsx031

## Geselecteerde boeken
- Stoker, J.I. & Garretsen, H. (2018). Goede leiders zweven niet. Amsterdam: Business Contact.
- Brakman, S., H. Garretsen, & C. van Marrewijk (2019),  A Spiky World: An Introduction to Urban and Geographical Economics, Cambridge UK, Cambridge University Press (te verschijnen, 3e editie)
- Beugelsdijk, S., Brakman, S., Garretsen, H., & van Ees, H. (2013). Firms in the international economy: Firm heterogeneity meets international business. Cambridge Mass.: MIT Press.
- Beugelsdijk, S., Brakman, S., Garretsen, H., & van Marrewijk, C. (2013). International economics and business: Nations and firms in the global economy. Cambridge UK: Cambridge University Press.
- Garretsen, H., Jong-A-Pin, R., & Sterken, E. (2011). De economische toekomst van Nederland. Pre-adviezen van de Koninklijke Vereniging voor Staathuishoudkunde 2011. Den Haag: Sdu Uitgevers.

- Bibsys: 90735164
- Bibliothèque nationale de France: cb12301071q (data)
- Catàleg d'autoritats de noms i títols de Catalunya: 981058514069806706
- CiNii: DA06555198
- Gemeinsame Normdatei: 122159268
- International Standard Name Identifier: 0000 0001 1064 6671
- Library of Congress Control Number: nr93018442
- NARCIS: PRS1238842
- Nationale Bibliotheek van Tsjechië: vse2009553687
- Nationale Bibliotheek van Israël: 987007422878205171
- Nationale en Universitaire bibliotheek Zagreb: 000630281
- Nederlandse Thesaurus van Auteursnamen: 073414921
- Système universitaire de documentation: 031878113
- Virtual International Authority File: 59149204
- WorldCat: E39PBJqKddTtHCDcxPgwv7mmVC